# 오요 룸스
오요 룸스(OYO Rooms) 또는 오요 호텔스 앤드 홈스(OYO Hotels & Homes)는 임대 및 프랜차이즈 호텔, 주택, 생활 공간을 갖춘 인도의 다국적 호텔 체인이다. 2012년 리테시 아가르왈이 설립한 OYO는 처음에는 주로 저가 호텔로 구성되었다. 2020년 1월 현재 80개국 800개 도시에 걸쳐 43,000개 이상의 부동산과 100만 개 이상의 객실을 보유하고 있다.

## 제품 및 서비스
- OYO 타운하우스 - 중규모 호텔 부문에서 운영된다.
- OYO 홈 - 다양한 위치에 개인 주택을 제공하고 OYO에서 완전히 관리하는 홈 관리 시스템이다.
- OYO Vacation Homes - 휴가용 임대 관리 브랜드인 Belvilla, Danland, DanCenter와 독일 기반 Traum-Ferienwohnungen을 보유한 별장 브랜드이다.
- SilverKey - 기업 여행객을 위한 호텔 브랜드
- Capital O는 호텔 예약 서비스를 제공한다.
- 고급 레저 리조트 카테고리인 팔레트(Palette).
- Collection O는 비즈니스 여행객을 위한 예약 및 임대 서비스를 제공한다.
- OYO LIFE는 장기렌트를 대상으로 한다.
- 에야디야! HELP는 체크인, 체크아웃, 결제를 지원하는 자조 도구이다.
- OYO 360은 귀하의 자산을 OYO에 등록할 수 있는 셀프 온보딩 도구이다.